# Lijst van voetbalinterlands Centraal-Afrikaanse Republiek - Guinee-Bissau
Deze lijst van voetbalinterlands is een overzicht van alle officiële voetbalwedstrijden tussen de nationale teams van de Centraal-Afrikaanse Republiek en Guinee-Bissau. De landen speelden tot op heden twee keer tegen elkaar. De eerste ontmoeting was een kwalificatiewedstrijd voor de Afrika Cup 2015 op 18 mei 2014 Brazzaville (Congo-Brazzaville). Het laatste duel, de returnwedstrijd in dezelfde kwalificatiereeks, werd gespeeld in Bissau op 31 mei 2014.

## Wedstrijden
| № | Plaats      | Datum       | Competitie                   | Wedstrijd                                     | Uitslag |
| - | ----------- | ----------- | ---------------------------- | --------------------------------------------- | ------- |
| 1 | Brazzaville | 18 mei 2014 | Afrika Cup 2015 kwalificatie | Centraal-Afrikaanse Republiek − Guinee-Bissau | 0 − 0   |
| 2 | Bissau      | 31 mei 2014 | Afrika Cup 2015 kwalificatie | Guinee-Bissau − Centraal-Afrikaanse Republiek | 3 − 1   |

## Samenvatting
| Competitie              | Totaal gespeeld | Winst Centr.-Afrik. Rep. | Gelijk | Winst Guinee-Bissau | Doelsaldo Centr.-Afrik. Rep. – Guinee-Bissau |
| ----------------------- | --------------- | ------------------------ | ------ | ------------------- | -------------------------------------------- |
| Afrika Cup-kwalificatie | 2               | 0                        | 1      | 1                   | 1 − 3                                        |
| Totaal                  | 2               | 0                        | 1      | 1                   | 1 − 3                                        |

Wedstrijden bepaald door strafschoppen worden, in lijn met de FIFA, als een gelijkspel gerekend.
FCF · A-internationals · 
Centraal-Afrikaans vrouwenelftal
1960 – 1969 ·
1970 – 1979 ·
1980 – 1989 ·
1990 – 1999 ·
2000 – 2009 ·
2010 – 2019 ·
2020 − 2029
Algerije ·
Angola ·
Bhutan ·
Botswana ·
Burkina Faso ·
Burundi ·
Comoren ·
Congo-Brazzaville ·
Congo-Kinshasa ·
Egypte ·
Equatoriaal-Guinea ·
Ethiopië ·
Gabon ·
Gambia ·
Ghana ·
Guinee ·
Guinee-Bissau ·
Ivoorkust ·
Kaapverdië ·
Kameroen ·
Kenia ·
Lesotho ·
Liberia ·
Libië ·
Madagaskar ·
Mali ·
Malta ·
Marokko ·
Mauritanië ·
Mozambique ·
Nigeria ·
Oeganda ·
Papoea-Nieuw-Guinea ·
Rwanda ·
Sao Tomé en Principe ·
Senegal ·
Soedan ·
Tanzania ·
Togo ·
Tsjaad ·
Tunesië ·
Zimbabwe ·
Zuid-Afrika
FFGB · 
Guinee-Bissaus vrouwenelftal
Interlands
Tegenstander:
Algerije ·
Angola ·
Benin ·
Botswana ·
Burkina Faso ·
Centraal-Afrikaanse Republiek ·
Congo-Brazzaville ·
Djibouti ·
Egypte ·
Equatoriaal-Guinea ·
Ethiopië ·
Gabon ·
Gambia ·
Ghana ·
Guinee ·
Ivoorkust ·
Kaapverdië ·
Kameroen ·
Kenia ·
Liberia ·
Mali ·
Marokko ·
Mauritanië ·
Mozambique ·
Namibië ·
Nigeria ·
Oeganda ·
Sao Tomé en Principe ·
Senegal ·
Sierra Leone ·
Soedan ·
Swaziland ·
Togo ·
Zambia ·
Zuid-Afrika